# 山彦 (駆逐艦)
| 1905年、日本海海戦参加のため航走中の「山彦」（「暁」時代） | |
| 艦歴                                                       | |
| 建造所                                                     | イジョルスキー工廠（ロシア帝国、サンクトペテルブルク） |
| 起工                                                       | 1897年 |
| 進水                                                       | |
| 就役                                                       | 1902年 |
| その後                                                     | 1904年8月12日捕獲 1905年1月17日部内限りで「暁」（二代）と命名 1905年10月19日正式に「山彦」と命名 1905年12月12日駆逐艦編入 1912年8月28日三等駆逐艦 1917年4月1日雑役船編入、標的船指定、山彦丸と改名 1917年5月3日-6月15日横須賀海軍工廠で水雷標的船に改造 1927年11月30日造船廠造兵材料編入 |
| 除籍                                                       | 1917年4月1日 |
| 廃船                                                       | 1919年 |
| 性能諸元（日本艦籍編入後「山彦」）                         | |
| 排水量                                                     | 常備：240トン |
| 全長                                                       | 垂線間長：57.0m |
| 全幅                                                       | 5.7m |
| 吃水                                                       | 平均：2.3m |
| 機関                                                       | 主機：直立式3気筒三連成レシプロ蒸気機械2基、2軸 主缶：宮原式水管缶（石炭専焼）4基（新造時ヤーロー式水管缶） 馬力：3,800shp |
| 最大速力                                                   | 26ノット |
| 燃料                                                       | 石炭：60トン |
| 航続距離                                                   | |
| 乗員                                                       | 56名 |
| 兵装                                                       | 7.6cm単装砲1基 47mm単装砲3基 45cm魚雷発射管単装2門 |

山彦（やまびこ）は、大日本帝国海軍の駆逐艦で、山彦型駆逐艦の1番艦である。元ロシア駆逐艦ソーコル級(Сокол)のレシーテリヌイ(Решительный)。一時「暁」（二代）と命名されたが「山彦」と改名した。

## 艦歴
日露戦争に参加し、1904年（明治37年）8月12日に芝罘にて降伏、捕獲。1905年（明治38年）1月17日整備完了、ロシア側に使用を悟られないようにするため旅順港閉塞作戦中に沈没した「暁」の名前を引き継ぐ。同年5月の日本海海戦ではロシア側のものと誤認させ、敵前方に連繋水雷を撒く作戦が立案されたが悪天候のため実行は見送られた。同年10月19日「山彦」と改名。
1917年（大正6年）4月1日に除籍、雑役船「山彦丸」となる。1919年（大正8年）廃船。

## 艦長
※艦長等は『日本海軍史』第9巻・第10巻の「将官履歴」及び『官報』に基づく。
艦長
- 原田正作 大尉：不詳 - 1905年11月7日
- （兼）滋賀秀修 少佐：1905年11月7日 - 12月12日

駆逐艦長
- （兼）滋賀秀修 少佐：1905年12月12日 - 1906年1月25日
- （兼）桑島省三 少佐：1906年1月25日 - 1907年4月12日
- （兼）関才右衛門 大尉：1907年4月12日 - 1908年11月20日
- （兼）南郷次郎 少佐：1908年11月20日 - 1909年5月25日
- （兼）中桐啓太 少佐：1909年5月25日 - 1909年12月1日
- 河野捨熊 大尉：1909年12月1日 - 1911年9月13日
- 赤峰一郎 大尉：1911年9月13日 - 1911年12月1日
- 野島新之丞 大尉：1911年12月1日 - 1912年7月5日
- 福岡成一 大尉：1912年7月5日 - 1912年12月1日
- 大島衛義 大尉：1912年12月1日 -
- 生田矢一 大尉：不詳 - 1914年12月15日
- 田川薫 大尉：1914年12月15日 - 1916年12月1日
- 西尾三郎 大尉：1916年12月1日 - 1917年3月15日
- （兼）三木太市 大尉：1917年3月15日 - 1917年12月1日